# Брауново кретање
Брауново кретање је начин кретања малог тела зароњеног у флуид, где тело има мању специфичну тежину од средине у којој се налази. Под таквим условима, доћи ће до хаотичног кретања тела, узрокованим сударима са молекулима средине. Овакво кретање се описује молекулско-кинетичком теоријом гасова и могуће га је посматрати под микроскопом. Винеров процес се у литератури такође често поистовећује са Брауновим кретањем. Винеров процес је заправо математичка формулација Брауновог кретања, док се формално под Винеровим процесом сматра стандардно Брауново кретање.
Овај образац кретања се обично састоји од насумичних флуктуација у положају честице унутар флуидног домена, након чега следи премештање у други домен. Свака релокације је праћена са више флуктуација унутар нове затворене запремине. Овај образац описује течност у термалној равнотежи, дефинисаној датом температуром. Унутар таквог флуида не постоји преференцијални правац струјања (као у транспортним феноменима). Тачније, укупни линеарни и угаони моменти течности остају једнаки нули током времена. Кинетичке енергије молекуларних Брауновских кретања, заједно са молекуларним ротацијама и вибрацијама, сумирају се у калоријску компоненту унутрашње енергије флуида (теорема о еквипартицији).
Ово кретање је названо по ботаничару Роберту Брауну, који је први описао овај феномен 1827. године, док је кроз микроскоп гледао полен биљке Clarkia pulchella уроњен у воду. Године 1905, скоро осамдесет година касније, теоријски физичар Алберт Ајнштајн је објавио рад у коме је моделовао кретање честица полена које покрећу појединачни молекули воде, дајући један од својих првих великих научних доприноса. Правац силе атомског бомбардовања се стално мења, а у различито време честица је погођена више на једној страни него на другој, што доводи до наизглед насумичне природе кретања. Ово објашњење Брауновског кретања послужило је као убедљив доказ да атоми и молекули постоје, а даље га је експериментално потврдио Жан Перен 1908. Перен је добио Нобелову награду за физику 1926. „за свој рад на дисконтинуираној структури материје“.
Интеракције више тела које дају Браунов образац не могу се решити моделом који узима у обзир сваки укључени молекул. Последица тога је да се само модели вероватноће примењени на молекуларне популације могу користити да се то овај вид кретања опише. У наставку су представљена два таква модела статистичке механике, према Ајнштајну и Смолуховском. Друга, чисто пробабилистичка класа модела је класа модела стохастичких процеса. Постоје низови једноставнијих и компликованијих стохастичких процеса који конвергирају (у лимитима) у Брауновом кретању (погледајте насумично ходање и Донскерову теорему).

## Историја
Научна песма римског филозофа-песника Лукреција „О природи ствари“ (око 60. п. н. е.) има изванредан опис кретања честица прашине у стиховима 113–140 из Књиге II. Он ово користи као доказ постојања атома:
Посматрајте шта се дешава када сунчеви зраци уђу у зграду и обасјају њена места у сенци. Видећете мноштво сићушних честица које се мешају на много начина... њихов плес је стварна индикација основних кретања материје која су скривена од нашег погледа... Она потиче од атома који се крећу сами од себе [i.e. спонтано]. Тада се та мала компактна тела која су најмање удаљена од импулса атома покрећу њиховим невидљивим ударцима и затим она ударају о нешто већа тела. Дакле, кретање се диже од атома и постепено излази на ниво наших чула, тако да су у покрету она тела која видимо у сунчевим зрацима, покретана ударцима који остају невидљиви.
Иако је мешање честица прашине углавном узроковано ваздушним струјама, светлуцаво, преврћуће кретање малих честица прашине узроковано је углавном истинском Брауновом динамиком; Лукреције „погрешним примером савршено описује и објашњава Брауново кретање“.
Док је Јан Ингенхауз описао неправилно кретање честица угљене прашине на површини алкохола 1785. године, откриће овог феномена се често приписује ботаничару Роберту Брауну 1827. Браун је проучавао зрна полена биљке Clarkia pulchella суспендована у води под микроскопом када је посматрао ситне честице које избацују поленова зрнца, при чему оне врше цимајуће покрете. Понављајући експеримент са честицама неорганске материје, успео је да искључи да је кретање животно, иако је његово порекло тек требало да буде објашњено.
Прва особа која је описала математику иза Брауновог кретања био је Торвалд Н. Тиел у раду о методи најмањих квадрата објављеном 1880. Ово је независно пратио Луј Бачелер 1900. године у својој докторској тези „Теорија спекулације”, у којој је представио стохастичку анализу тржишта акција и опција. Често се цитира Браунов модел кретања на берзи, мада је Беноа Манделброт је одбацио његову применљивост на кретања цена акција делимично зато што су оне дисконтинуирне.

## Примена
Ова појава је први пут уочена када је под микроскопом посматран полен цвећа у капљици воде. Брауново кретање такође представља један од начина кретања бактерија.

## Формална дефиниција
Винеров процес или стандардно Брауново кретање је низ случајних променљивих {\displaystyle B(t)} где је {\displaystyle B(0)=0} и за које важи да је за све вредности {\displaystyle t'<t} разлика {\displaystyle B(t)-B(t')} дистрибуирана по Гаусовој расподели са варијансом {\displaystyle t-t'}, и не зависи од {\displaystyle B(t'')} за {\displaystyle t''\leq t'}.
Винеров процес је Гаусов, Марковљев и нестационаран стохастички процес. Као такав, као врста Гаусовог процеса, Винеров процес {\displaystyle x(t)} се може дефинисати преко прва два кумулативна момента као: {\displaystyle \langle x(t)\rangle =0} и {\displaystyle \langle x(t)x(t')\rangle ={\tilde {\sigma }}\min(t,t')}.